# 渡瀬雄太
渡瀬 雄太（わたせ ゆうた、1982年8月8日 - ）は、日本、札幌市出身のスキージャンプ選手。身長178cm　体重63kg。2014年ソチオリンピック日本代表。

## プロフィール
札幌日大高時代に若手のホープとして日本代表入り、日本のジャンプ界を代表する選手と期待された。雪印入部後は伸び悩んでいたが、2007年頃から復調を見せた。2016年3月に現役引退。
元日本代表で、女子全日本チーム監督の渡瀬弥太郎（元雪印乳業）は実父、女子日本代表の渡瀬あゆみ（サッポロスキッド）は実妹。	
- マテリアル　スキー板：フィッシャー、ヘルメット・ゴーグル：カレラ、ウエア：ミズノ

## 主な競技成績

### 国際大会

#### 冬季オリンピック
- 2014年ソチオリンピック（ ロシア）
  - 個人ノーマルヒル 21位

#### 世界選手権
- 2013年ヴァル･ディ･フィエンメ大会 ( イタリア)
  - 個人ノーマルヒル　21位
  - 個人ラージヒル　34位

#### フライング世界選手権
- 2012年ヴィケルスン大会( ノルウェー)
  - 個人 25位
  - 団体 5位（渡瀬雄太、栃本翔平、竹内択、伊東大貴）
- 2014年ハラホフ大会( チェコ)
  - 個人 36位

#### ワールドカップ
- 最高成績　5位（2009年1月31日札幌）
- シーズン個人総合最高成績　33位(2008-2009）

### 国内大会
- 1998.02.01(日)第35回全国中学校スキー大会純ジャンプ　優勝
- 1999.12.18(土)第30回名寄ピヤシリジャンプ大会少年の部　優勝
- 1999.12.19(日)第15回吉田杯ジャンプ大会少年の部　優勝
- 2000.02.05(土)第12回UHB杯ジャンプ大会少年の部　優勝
- 2000.02.06(日)第11回TVh杯ジャンプ大会少年の部　優勝
- 2000.03.10(金)第24回伊藤杯 宮の森ナイタージャンプ大会兼第24回北海道スキー選手権大会少年の部　優勝
- 2001.02.10(土)第12回TVh杯ジャンプ大会少年の部　優勝
- 2001.02.11(日)第13回UHB杯ジャンプ大会少年の部　優勝
- 2001.02.12(月)第42回NHK杯ジャンプ大会　優勝
- 2004.12.12(日)第35回名寄ピヤシリジャンプ大会兼第20回吉田杯ジャンプ大会　優勝
- 2006.03.04(土)	第77回宮様スキー大会国際競技会(ノーマルヒル)　優勝
- 2007.12.16(日)	第23回吉田杯ジャンプ大会　優勝
- 2010.01.03(日)	第51回雪印杯全日本ジャンプ大会　優勝
- 2011.12.17(土)	第42回名寄ピヤシリジャンプ大会　優勝